# 7,62 cm Pak 36(r)
Pak 36(r) (нім. 7,62cm Panzerjägerkanone 36 (russisch)) — німецька 76.2-мм протитанкова гармата, що використовувалася вермахтом у ході Другої світової війни. Гармата являла собою глибоку модернізацію трофейних радянських 76-мм дивізійних гармат зразка 1936 року (Ф-22), які були захоплені німецькими військами на першому етапі німецько-радянської війни.

## Історія
На ранніх етапах операції «Барбаросса» німці захопили велику кількість (приблизно 1300) радянських 76-мм дивізійних гармат зразка 1936 року (Ф-22). Ця радянська гармата мала потужні характеристики і запас міцності; також спочатку передбачалося використовувати більш потужний снаряд, ніж той, який згодом був прийнятий на озброєння. Водночас в ролі протитанкового засобу конструкція артилерійської системи мала деякі певні недоліки: щит був занадто високий, розміщення двох членів обслуги не було зручним, а прицільна система більше лічила саме під роль дивізійної польової гармати Ф-22. Продемонструвавши значну ощадливість, німецькі інженери змогли швидко модифікувати Ф-22, і згодом гармата була прийнята на озброєння вермахту у первісному вигляді як FK 296(r). Наприкінці 1941 року німецькі інженери розробили програму модернізації цих гармат. Початкові модифікації, що привели гармату до стандарту FK36 (r), включали:
- видалення верхньої частини щита та використання обрізків броні для накладання їх на нижню частину щита й відповідно його зміцнення
- розточування камори для стрільби потужнішим зарядом. Радянська гільза мала довжину 385,3 мм та діаметр фланця 90 мм, нова німецька гільза мала довжину 715 мм з діаметром фланця 100 мм відповідно. Обсяг метального заряду зріс у 2,4 рази
- установка дулового гальма для зменшення сили віддачі, яка відповідно зросла
- перенесення рукояток приводів наведення зброї однією сторону з прицілом
- зменшення кута піднесення (з 75 ° до 18 °)
- модернізація противідкатних пристроїв, зокрема відключення механізму змінного відкату
- розробка та випуск нового боєкомплекту
- заміна радянського прицілу на німецький протитанковий прицільний блок типу Pak 38 (який включав стандартний оптичний телескопічний приціл ZF3x8 і резервний відкидний металевий приціл. Як і Pak 40 і Pak 97/38, на прицілі було передбачено пристрій для установки непрямого прицілу — Aushilfsrichtmittel 38 (ARM38).

У квітні 1942 року на фронт почали надходити перші перероблені протитанкові гармати Pak 36(r). За цей рік німці переробили 358 гармат, у 1943 році — 169 і в 1944 — 33. Крім цього, ще 894 гармати було модифіковано для подальшого їхнього монтування на САУ. Надходження гармат, що буксирувалися, здійснювалася до весни 1943, гармат для САУ — до січня 1944, після чого виробництво було закінчено через вичерпання запасу трофейних радянських гармат.
76,2-мм протитанкова гармата Pak 36(r) існувала як мінімум у 3 модифікаціях — варіант, що буксирується, і 2 варіанти, призначені для установки на САУ:
- 7,62cm Panzerjägerkonone 36 — буксирувана;
- 7,62cm Panzerjägerkanone 36 (Pz. Sfl 1) — установка для САУ Marder II;
- 7,62cm Panzerjägerkanone 36 (Pz. Sfl 2) — установка для САУ Marder III.

## Характеристики боєприпасів до гармати

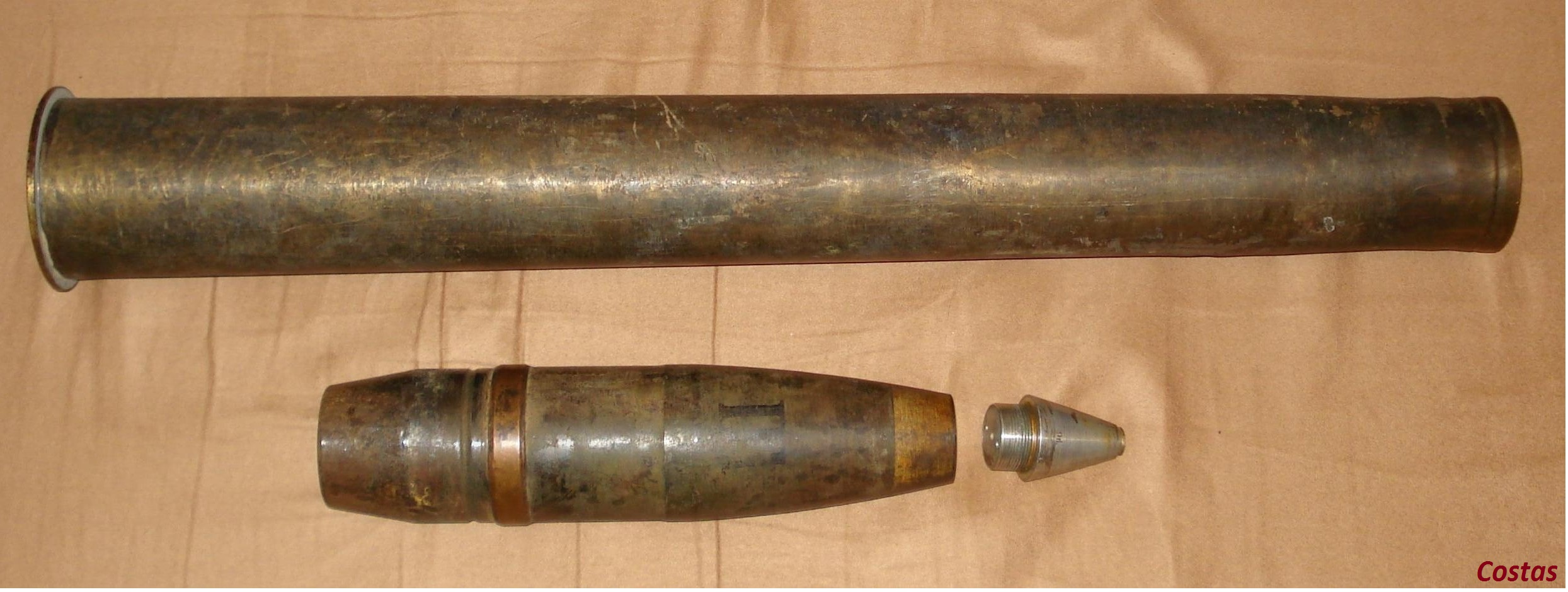
Сталева латуньована гільза і ОФ снаряд до гармати 7,62 cm Pak 36(r)

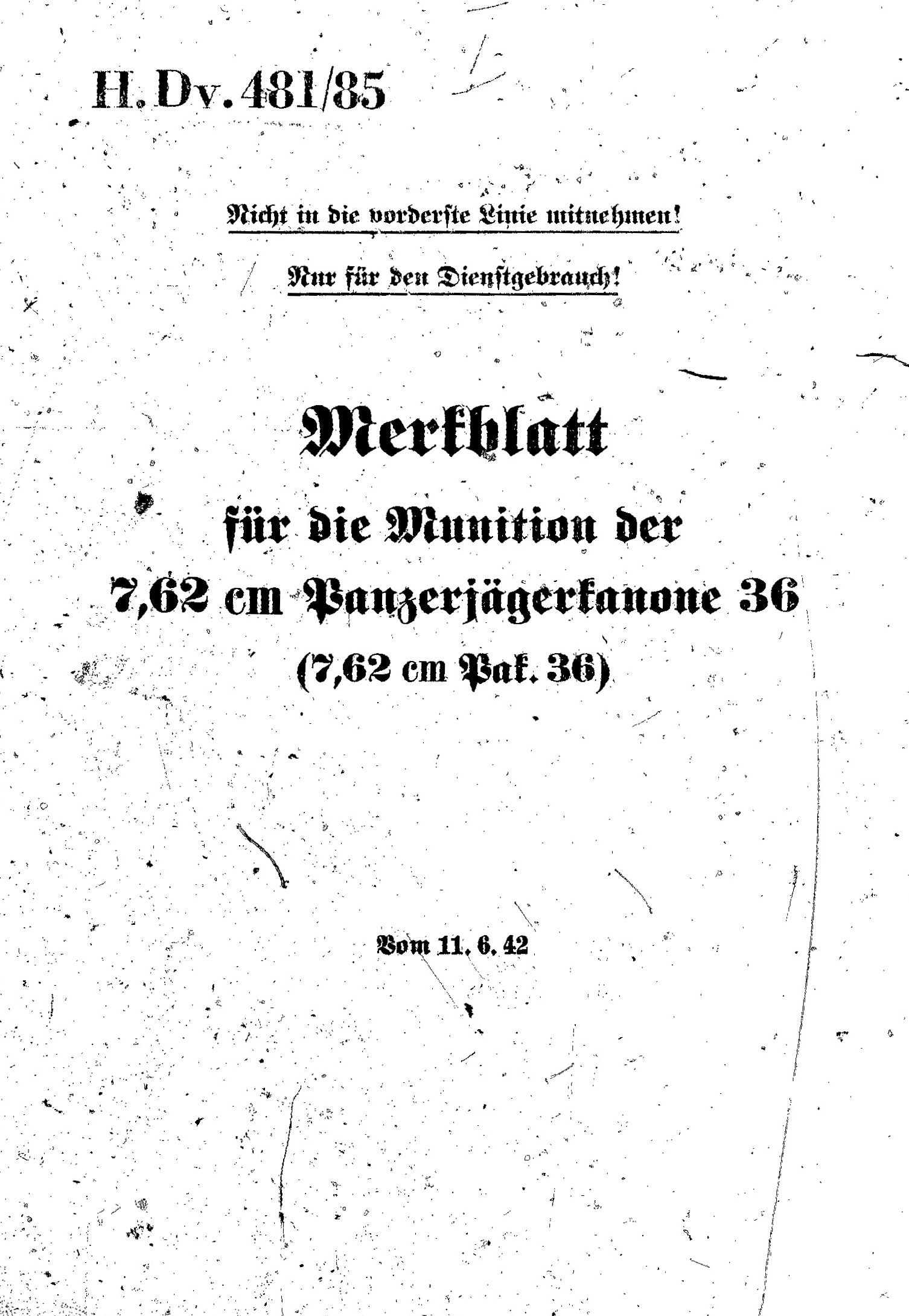
Обкладинка настанови з описом боєприпасів до протитанкової гармати 7,62 cm Pak 36(r)

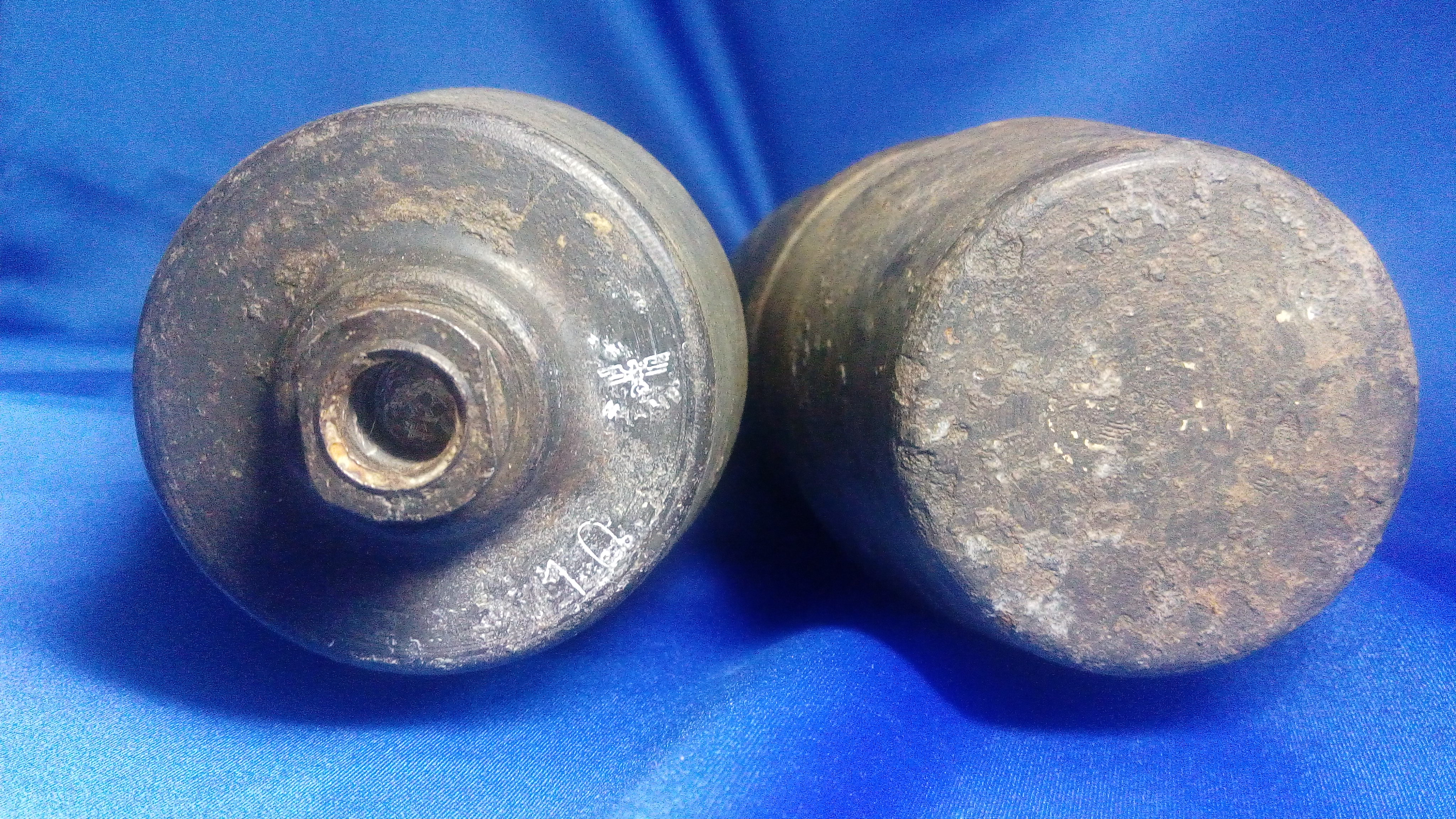
76-мм осколково-фугасні снаряди 7,62сm Pak 36(r): трасуючий (ліворуч), без трасера (праворуч)

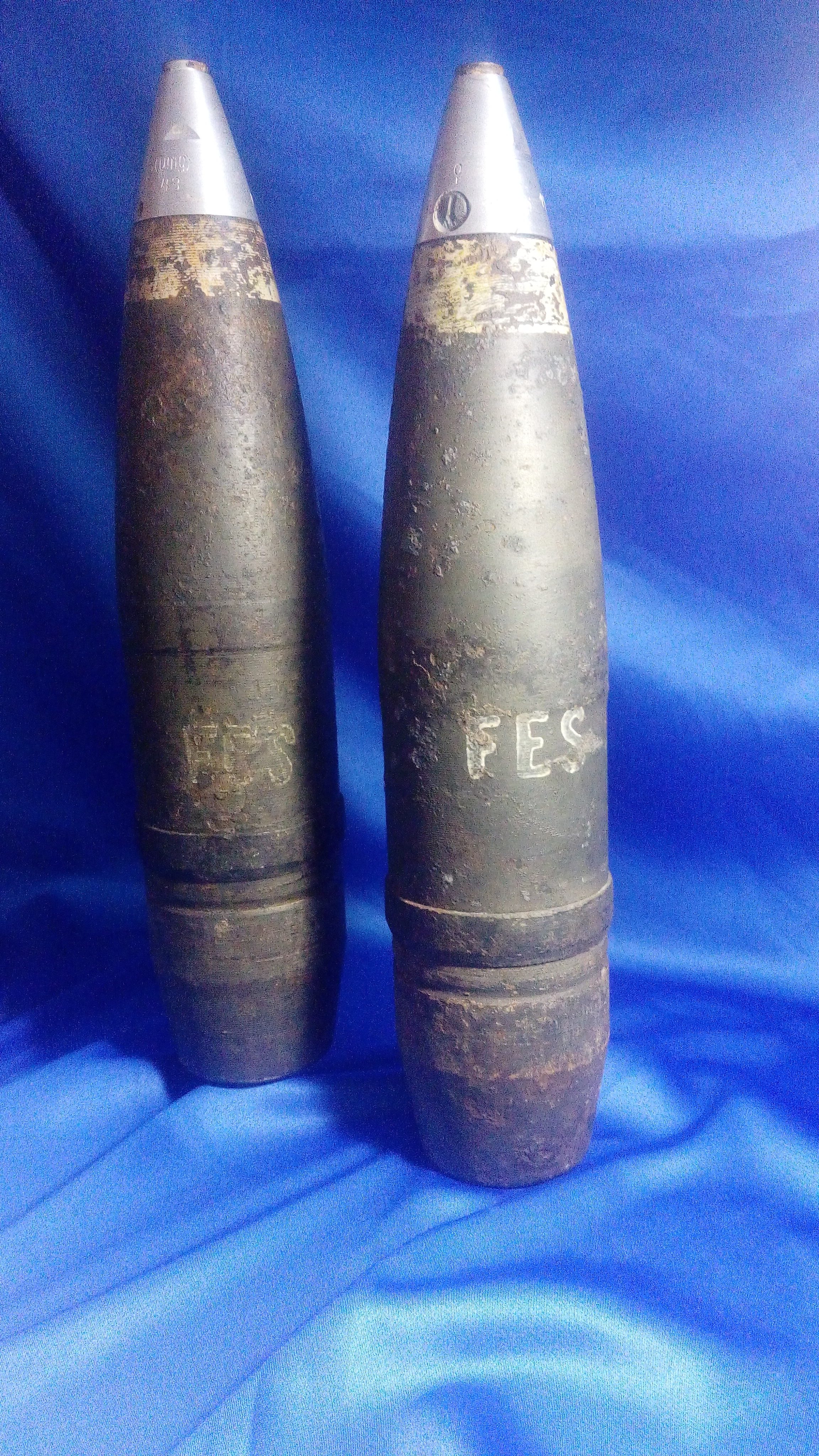
7,62cm Pak 36

| Номенклатура боєприпасів                                                      |                      |                  |            |                          |              |
| Тип                                                                           | Позначення           | Вага снаряду, кг | Вага ВР, г | Початкова швидкість, м/с | Дальність, м |
| Каліберні бронебійні снаряди                                                  |                      |                  |            |                          |              |
| Бронебійно-трасуючий гостроголовий з бронебійним та балістичним наконечниками | 7,62 cm Pzgr. 39 rot | 7,60             | 20 (24)    | 740                      | 4000         |
| Підкаліберні бронебійні снаряди                                               |                      |                  |            |                          |              |
| Бронебійно-трасуючий «некотушкового» типу (сердечник у каліберному корпусі)   | 7,62 cm Pzgr. 40     | 3,9 (4,065)      | нет        | 990                      | 700          |
| Кумулятивні снаряди                                                           |                      |                  |            |                          |              |
| Кумулятивний                                                                  | 7,62 cm Gr. 38 Hl/B  | 4,62             | 510        | 450                      | 1000         |
| Кумулятивний                                                                  | 7,62 cm Gr. 38 Hl/С  | 5,05             | 510        | 450                      | 1000         |
| Осколково-фугасні снаряди                                                     |                      |                  |            |                          |              |
| Осколково-фугасний                                                            | 7,62 cm Sprgr. 39    | 6,25             | 550 + 35   | 550                      | 10000        |

| Таблиця бронепробивності для Pak 36(r) |                      |                      |
| Гостроголовий із захисним та балістичними наконечниками каліберний бронебійний снаряд 7,62 cm Pzgr.39 |                      |                      |
| Дальність, м | Кут зустрічі 60°, мм | Кут зустрічі 90°, мм |
| 457 | 98                   | 120                  |
| 915 | 88                   | 108                  |
| 1372 | 79                   | 97                   |
| 1829 | 71                   | 87                   |
| Підкаліберний бронебійний снаряд 7,62 cm Pzgr.40 |                      |                      |
| Дальність, м | Кут зустрічі 60°, мм | Кут зустрічі 90°, мм |
| 457 | 118                  | 158                  |
| 915 | 92                   | 130                  |
| 1372 | 71                   | 106                  |
| Наведені дані стосуються німецької методики виміру спроможностей щодо пробиття. Водночас, ці показники бронепробивності можуть певною мірою відрізнятися у разі використання різних партій снарядів та різної технології виготовлення броні |                      |                      |

## Зброя схожа за ТТХ та часом застосування
- 75-мм гармата F.R.C Modèle 1935
- 76-мм протитанкова гармата QF 17-pounder
- 75-мм гармата 75/32 modello 37
- 76-мм протитанкова гармата Reșița Model 1943
- 76-мм дивізійна гармата зразка 1939 року (УСВ)
- 76-мм дивізійна гармата зразка 1942 року (ЗІС-3)
- 75-мм протитанкова гармата Pak 40
- 76-мм протитанкова гармата M5
- 75-мм безвідкатна гармата М-20